# Ancasti megye
Ancasti  egy megye Argentínában, Catamarca tartományban. A megye székhelye Ancasti.

## Települések
A megye a következő nagyobb településekből (Localidades) áll:
- Ancasti
- Anquincila
- La Candelaria
- La Majada

Kisebb települései (Parajes):
| - Acostilla - Allegas - Ancastillo - Cañada de Ipizca - Cañada de Páez - Cañada Larga - Cañada Verde - Casa Quemada - Casas Viejas - Chiquero Viejo - Ciénaga de Abajo - Cóndor Huasi - Corral de Piedra - El Algarrobito - El Arbolito - El Chañaral - El Chorrito - El Chorro - El Comedero - El Huayco - El Mojón - El Mollar - El Piquillín | - El Potrero - El Quebrachal - El Saladito - El Sauce - El Saucesito - El Taco - El Talita - El Triguito - Higuera El Alumbre - Ipizca - La Brea - La Calera - La Corrida - La Cuchilla - La Estancia - La Higuerita - La Tigra - La Tunita - La Valentina - Las Bateas - Las Cañadas - Las Chacritas - Las Malvinas | - Las Mesadas - Las Ruditas - Los Maidanas - Los Membrillos - Los Mistoles - Los Mogotes - Los Piquillines - Los Quirquinchos - Navaguin - Orquera - Piedra Parada - Puesto La Morada - Puesto Mi Refugio - Puesto Sin Nombre - San Antonio - San Francisco - San José - Sauce Huacho - Tacana - Tres Sauces - Villa Real - Yerba Buena |